# Національна молодіжна рада України

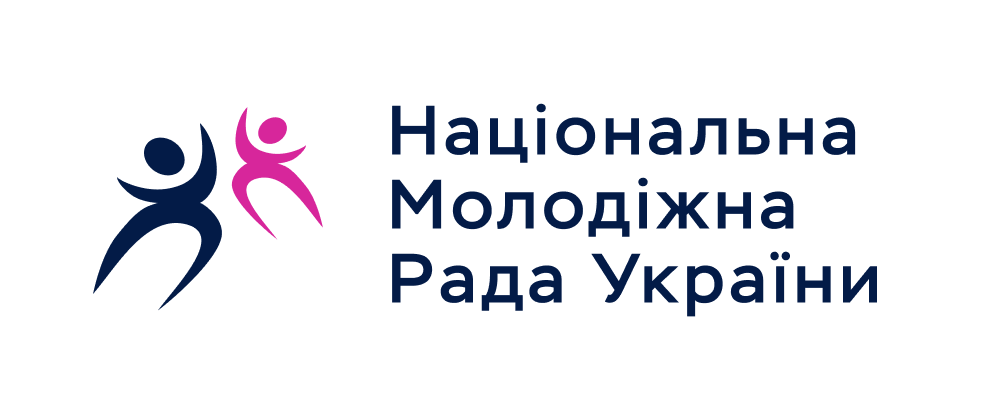
Національна молодіжна рада України

Національна молодіжна рада України (НМРУ; англ. National Youth Council of Ukraine, NYCU or NYCUkraine) — громадська спілка, що об'єднує більшість молодіжних громадських організацій в Україні.
Платформа молодіжних організацій в Україні, яка створена для просування та захисту прав молоді по всій Україні та на міжнародному рівні.
Повноправний член Європейського молодіжного форуму  з квітня 2021 року, де представляє права та інтереси молоді Україні на міжнародному рівні.
Місія НМРУ: представляти та захищати громадянські, політичні, соціальні та економічні права української молоді, розширювати можливості особистісного розвитку та активної участі молоді в суспільно-політичному житті.

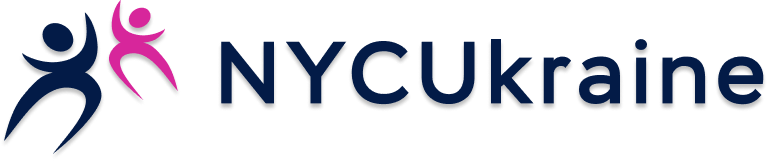
National Youth Council of Ukraine

Бачення НМРУ: Молодь є невід'ємною частиною суспільства та бере активну і рівноправну участь у формуванні громадянського та політичного життя України та Світу.

## Мета діяльності
- представляти та захищати громадянські, політичні, соціальні та економічні права української молоді;
- розширювати можливості особистісного розвитку та активної участі молоді в суспільно-політичному житті;
- розвивати демократичні молодіжні організації України для захисту та представлення інтересів молоді на регіональному національному та міжнародному рівнях

## Стратегічні пріоритети
- Інституційний та регіональний розвиток[4]
- Міжнародне представництво[5] та співпраця
- Комунікація й адвокація

## Історія
Національна молодіжна рада України створена у 2015 році провідними національними та міжнародними молодіжними організаціями.
На першому етапі свого існування, НМРУ включала до свого складу лише національні молодіжні організації, проте протягом першого року роботи платформи стало очевидно, що для того щоб представляти інтереси молоді по всій Україні, необхідно об'єднати організації у різних регіонах. Так почалась розбудова мережі Відокремлених підрозділів НМРУ, що триває і досі.
Протягом перших років роботи Національна молодіжна рада України отримує визнання на національному та міжнародному рівнях. Так, у листопаді 2016 року НМРУ стає членом Європейського молодіжного форуму, а у лютому 2018 отримує статус Національного координатора інформаційної платформи Євродеск в Україні.
А також публікує значні для розвитку молоді в Україні публікації, такі як:
- Ефективні моделі участі молоді в Україні — в якій вперше були зібрані кращі практики в Україні, і всі існуючи інструменти завдяки яким молоді люди можуть впливати на процес і кінцевий результат рішень що приймаються стосовно молодих людей, і напряму їх стосуються.
- Посібник з адвокації прав молоді — посібник, в якому, використовуючи експертизу видатних Європейських спеціалістів з участі молоді, а також використовуючи практичні знання та досягнення НМРУ у сфері адвокації, доступним і молодіжно-доступним форматом викладається інформація про формування адвокаційної кампанії для захисту прав та інтересів незахищеної соціальної групи.
- Все що ви завжди хотіли знати про національні молодіжні ради, і боялись спитати — яка зібрала в собі наявні практики молодіжних рад Європи та Європейського молодіжного форуму, і включають всі аспекти, які входять у повноваження й обов'язки репрезентативної молодіжної ради.

## Керівництво
- Найвищий керівний орган - Генеральна Асамблея Спілки
- Виконавчий виборний орган - Рада Спілки
- Виборний орган - Голова Ради
- Орган Контролю - Контрольно-ревізійна комісія
- Адміністративно-виконавчий орган - Генеральний секретар
- Допоміжний орган - Комісія з питань членства
- Дорадчий орган - Рада

### Голови ГС "Національна молодіжна рада України"
| № | Роки      | Голова         | Організація, яка номінувала                                              |  |
| 1 | 2015-2017 | Колобов Андрій | ГО "Національна Організація Скаутів України"                             |  |
| 2 | 2017-2019 | Колобов Андрій | ГО "Національна Організація Скаутів України"                             |  |
| 3 | 2019-2021 | Кріцак Юліан   | ГО "Європейська асоціація студентів права в Україні" (ELSA Ukraine)      |  |
| 4 | 2021-2023 | Шевчук Наталія | ГО "Всеукраїнська асоціація молодіжного співробітництва "Альтернатива-В" |  |

### Рада ГС "Національна молодіжна рада України"
| № | Роки      | Склад Ради | Організації, які номінували |  |
| 1 | 2015-2017 | | |  |
| 2 | 2017-2018 | Сухарєва Вікторія, Бондаренко Аліна, Кохан Олена, Шпілін Олег, Дубовий Василь, Миронько Оксана, Новик Олександра, Бігунець Вікторія, Ліушан Максим                              | ВП НМРУ в Сумській області, ГО "Спілка Ініціативної Молоді" (СІМ), ВП НМРУ в Одеській області, ГО "Фундація Регіональних Ініціатив" (ФРІ), ГО "Молодіжний Націоналістичний Конгрес" (МНК), ГО "Джей Сі АЙ ЮС", ГО "Українська Асоціація Студентів" (УАС), ГО "Всеукраїнська Медична Асоціація Медиків" (була перейменована на Українська Медична Студентська Асоціація), ВП НМРУ в Дніпропетровській області |  |
| 3 | 2018      | Шпілін Олег,Миронько Оксана, Новик Олександра, Біланіна Олена, Линдюк Святослав                                                                                                 | ГО "Фундація Регіональних Ініціатив" (ФРІ), ГО "Джей Сі АЙ ЮС", ГО "Українська Асоціація Студентів" (УАС), ВП НМРУ в Закарпатській області, ВП НМРУ в Одеській області |  |
| 4 | 2018-2019 | Шпілін Олег, Миронько Оксана, Біланіна Олена, Линдюк Святослав, Петренко Анастасія                                                                                              | ГО "Фундація Регіональних Ініціатив" (ФРІ), ГО "Джей Сі АЙ ЮС", ВП НМРУ в Закарпатській області, ВП НМРУ в Одеській області, ГО "Українська Медична Студентська Асоціація" |  |
| 5 | 2019-2021 | Свирида Кароліна, Пугачова Віолетта, Коваленко Віктор, Галай Аліна, Нагієва Вусала (Віса), Харитонов Артур, Андрусенко Анастасія, Лукаш Альона, Ніколаєнко Дарія, Попова Альона | ГО "Європейська асоціація студентів права в Україні" (ELSA Ukraine), ГО "Національна Організація Скаутів України", ГО "Джей Сі АЙ ЮС", ГО "Спілка Азербайджанської Молоді в Україні", ГО "Ліберально-Демократична Ліга України", ГО "Зелена Молодь України", ВП НМРУ в Харківській області, ВП НМРУ в Донецькій області, ВП НМРУ в м. Києві                                                                  |  |
| 5 | 2020-2021 | Свирида Кароліна, Пугачова Віолетта, Коваленко Віктор, Галай Аліна, Нагієва Вусала (Віса), Харитонов Артур, Рустам Савранський, Лукаш Альона, Ніколаєнко Дарія, Попова Альона   | ГО "Європейська асоціація студентів права в Україні" (ELSA Ukraine), ГО "Національна Організація Скаутів України", ГО "Джей Сі АЙ ЮС", ГО "Спілка Азербайджанської Молоді в Україні", ГО "Ліберально-Демократична Ліга України", ГО "Солідарна Молодь", ВП НМРУ в Харківській області, ВП НМРУ в Донецькій області, ВП НМРУ в м. Києві                                                                       |  |
| 6 | 2021-2023 | Безсмертна Вікторія, Денис Вертелецький, Давидкова Катерина, Ісаєва Марина | ВП НМРУ в Житомирській області, ГО "Всеукраїнська асоціація молодіжного співробітництва "Альтернатива-В", ГО "СД Платформа", ГО "YMCA Ukraine" |  |

### Генеральні секретарі (-ки) ГС "Національна молодіжна рада України"
| № | Роки      | Генеральний секретар      | Організація, яка номінувала                  | Коментарі |  |
| 1 | 2015-2017 | Конотопенко Яна           | ГО "Взаємодія молоді"                        | |  |
| 2 | 2017-2019 | Конотопенко Яна           | ГО "Взаємодія молоді"                        | |  |
| 3 | 2019-2021 | Шевчук Наталія            | ВП НМРУ в Львівській області                 | |  |
| 4 | 2021-2024 | Колобов Андрій Андрійович | ГО "Національна Організація Скаутів України" | Діяльність Генерального секретаря тимчасово призупинена рішенням Ради НМРУ від 28 липня 2022 року на основі пункту 5.9.11.19 Статуту Спілки. |  |